# Yersinella raymondi
Yersinella raymondi är en insektsart som först beskrevs av Yersin 1860.  Yersinella raymondi ingår i släktet Yersinella och familjen vårtbitare. Inga underarter finns listade i Catalogue of Life.

## Bildgalleri

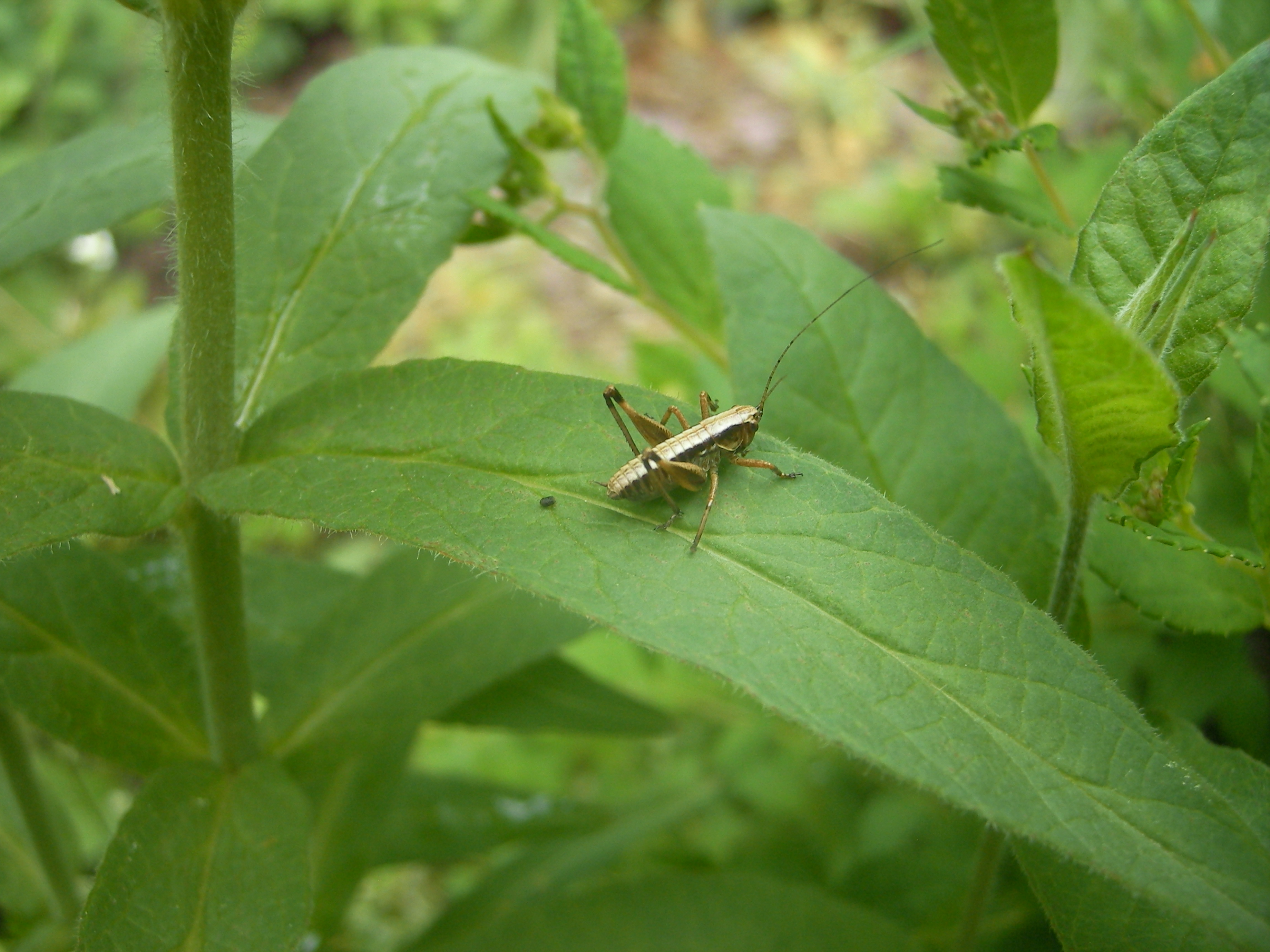
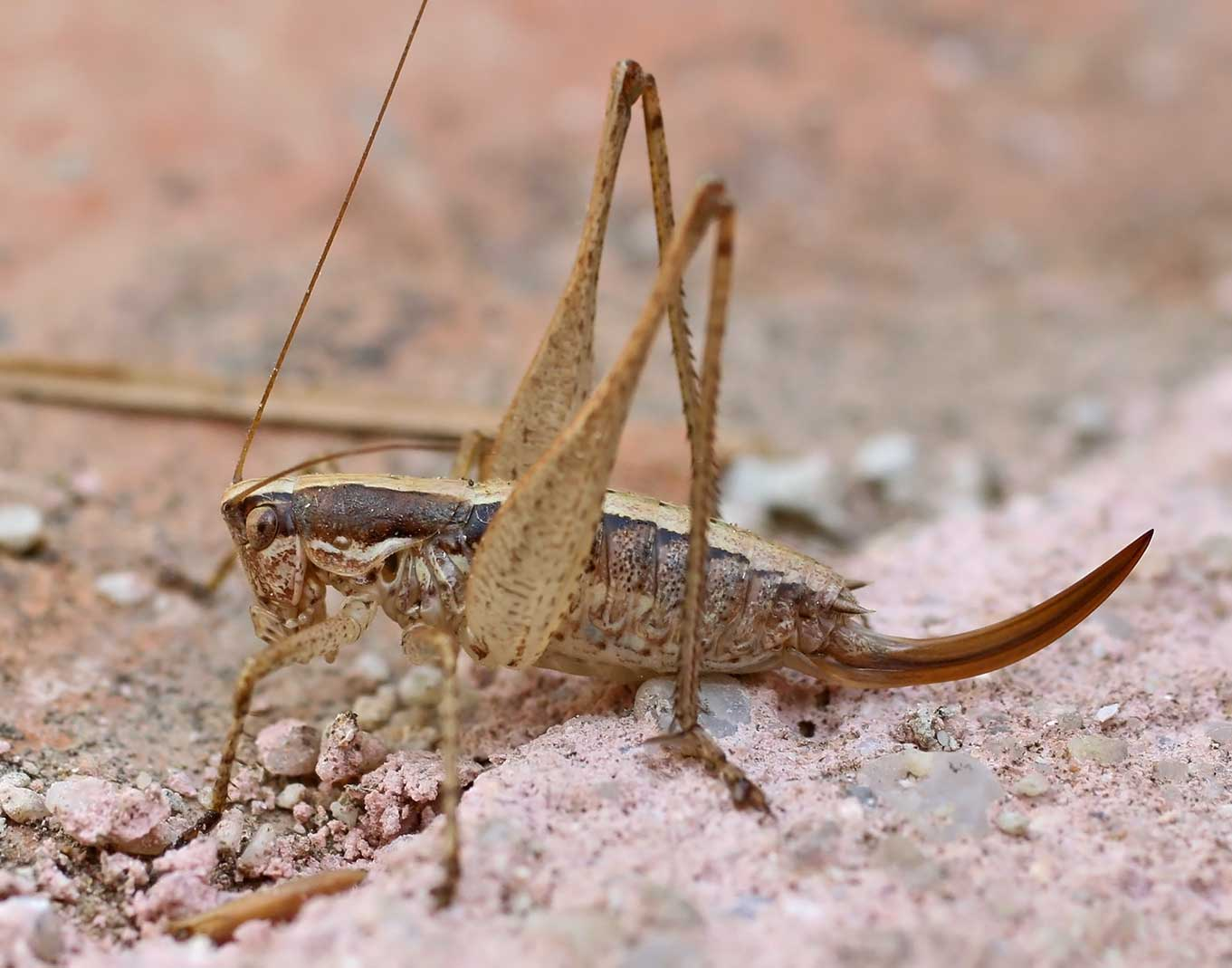
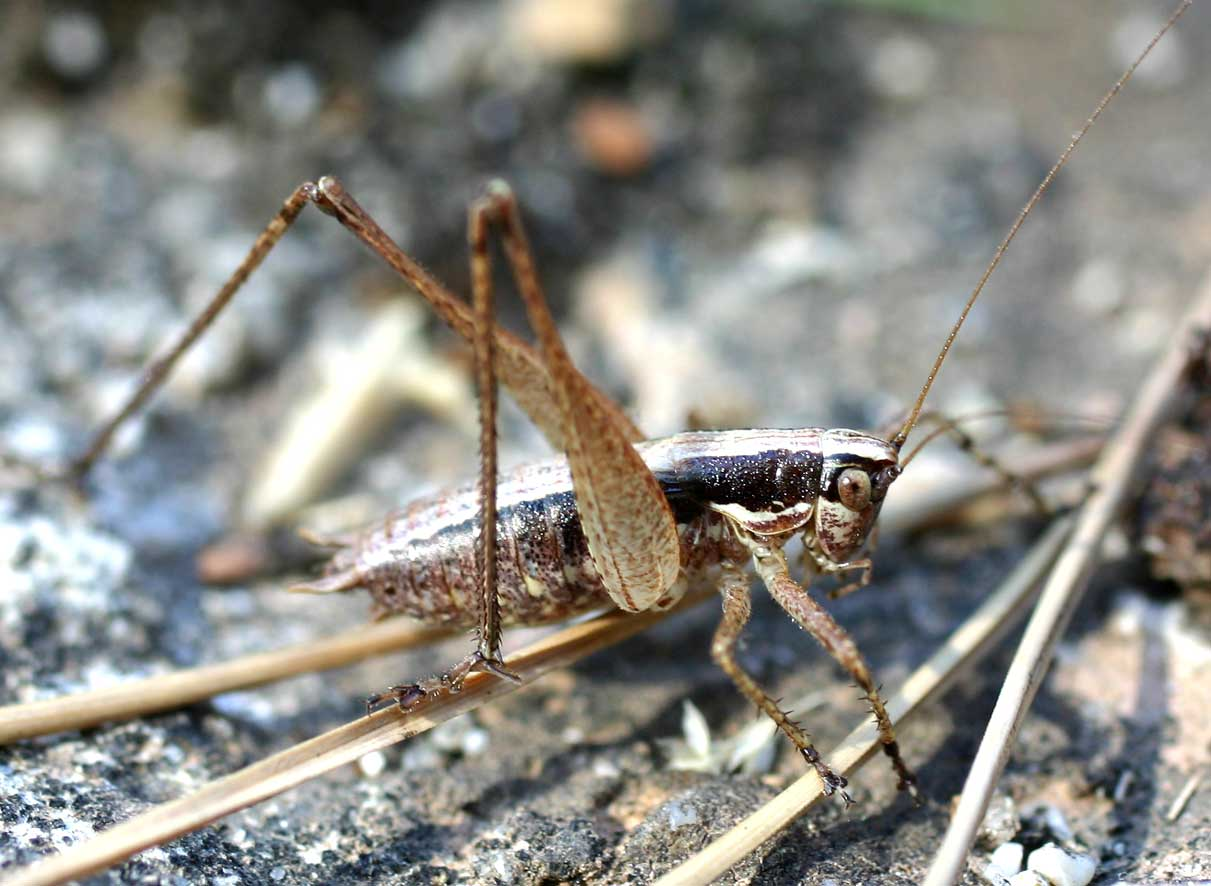